# Гней Корнелій Блазіон
Гней Корнелій Блазіон (лат. Gnaeus Cornelius Blasio; ? — після 257 до н. е.) — політичний, державний та військовий діяч Римської республіки, консул 270 та 257 років до н. е.

## Життєпис
Походив з патриціанського роду Корнеліїв. Син Публія Корнелія Блазіона. Про молоді роки немає відомостей. 
У 270 році до н. е. його обрано консулом разом з Гаєм Генуцієм Клепсіною. Під час своєї каденції захопив місто Регій (сучасне м. Реджо-Калабрія). За це від сенату отримав тріумф.
У 265 році до н. е. обрано цензором разом з Гаєм Марцієм Рутілом Цензоріном. У 257 році до н. е. його вдруге обрано консулом, цього разу разом з Гаєм Атілієм Регулом. Того року тривала Перша Пунічна війна. Блазіон із військом діяв на Сицилії, проте його спроби захопити Панорм чи Дрепанум виявилися невдалими. Про подальшу долю немає відомостей.